# 坛厂街道
坛厂街道，是中华人民共和国贵州省遵义市仁怀市下辖的一个街道办事处。
2015年12月8日，贵州省人民政府批复同意仁怀市部分乡镇行政区划调整，撤销坛厂镇建制，设置坛厂街道，街道办事处驻温泉社区。

## 行政区划
坛厂街道下辖以下地区：
温泉社区、怀阳洞村、关田村、枇杷村、樟柏村、桅杆村、回龙村、楠木村和桑树村。